# Gorontalo

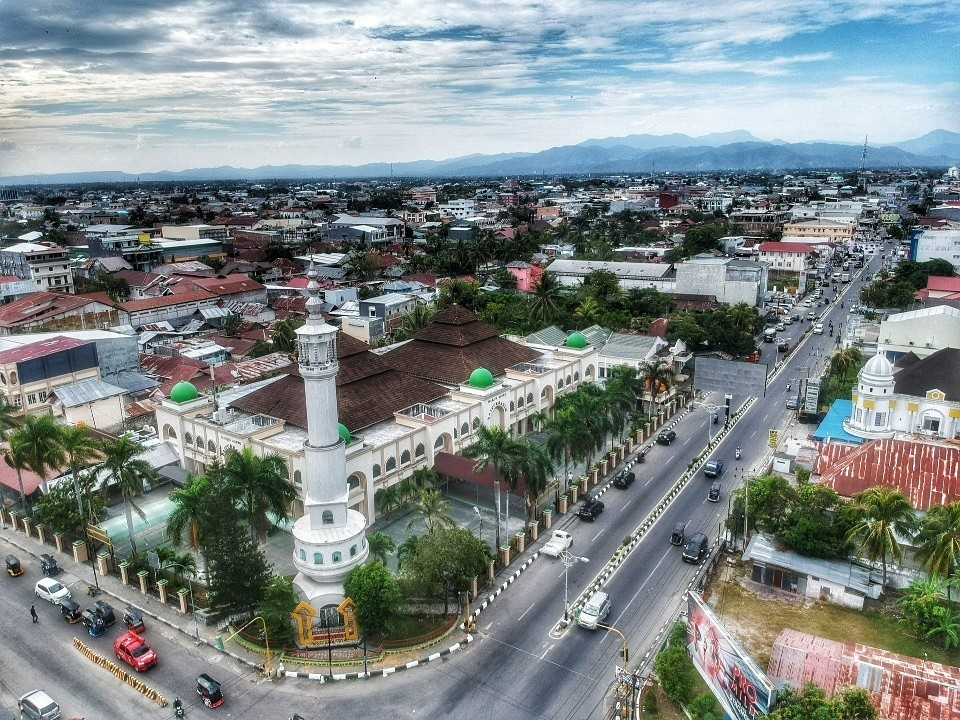
Masjid Agung Gorontalo

Gorontalo – prowincja w Indonezji na wyspie Celebes, na półwyspie Minahasa. Powierzchnia 11 257 km²; ok. 1,2 mln mieszkańców (2020); stolica Gorontalo.
Leży w środkowej części półwyspu Minahasa. Graniczy z prowincjami Celebes Środkowy i Celebes Północny.
Podstawą gospodarki jest rolnictwo (uprawa m.in. kukurydzy, ryżu, palmy kokosowej, kakaowca, goździków, trzciny cukrowej).
Prowincja została utworzona w 2000 roku. Etniczna ludność Gorontalo, w odróżnieniu od ludu Minahasa, wyznaje islam, który pojawił się w regionie pod wpływem Sułtanatu Ternate. Region Gorontalo został oddzielony od prowincji Celebes Północny w celu zapewnienia większej autonomii i odrębności dla miejscowej ludności muzułmańskiej.